# Byhusen
Byhusen ist ein Ortsteil der Gemeinde Farven in der Samtgemeinde Selsingen im Landkreis Rotenburg (Wümme) in Niedersachsen.

## Geographie

### Geographische Lage
Byhusen grenzt im Südwesten an Farven, im Nordosten an Kutenholz, im Nordwesten an Hesedorf und im Südwesten an Deinstedt sowie an Bevern im Westen.

## Geschichte
Eine vorgeschichtliche Besiedlung lässt sich durch das Großsteingrab Byhusen belegen.
Der Ortsname leitet sich wahrscheinlich von einem Bei- oder Nebenhaus ab (plattdeutsch Bihuus), das einem reicheren adeligen Besitzer gehörte. Sehr wahrscheinlich handelte es sich um die Familie Byhusen, die hier ansässig war. Sie gehörte wohl zum bremischen Dienstadel. Ihr Siegel zeigte ein Herz im Schilde, das sich heute im Gemeindewappen wiederfindet. Die Familie verzog unbekannt nach Stade, wo 1293 ein Olricus de Byhusen als Amtmann belegt ist. An der Uni Harburg arbeitete im Jahre 2001 ein Herr Bihusen als Pressesprecher. Unter seiner Verwaltung befand sich auch das „Haus im Stüh“, eine Jugendfreizeitstätte bei Farven. Dieser Herr Bihusen war nach eigener Aussage ein Nachkomme der Familie von Byhusen.
Im 12. Jahrhundert gehörte Byhusen dem Georgskloster Stade. Das wurde 1257 durch Erzbischof Gerhard II. von Bremen bestätigt. Um 1500 waren von den zehn Vollhöfen lediglich vier besetzt.
Im Ersten Weltkrieg fielen neun Soldaten aus Byhusen oder werden vermisst.
Von 1971 bis 1974 gehörte Byhusen als selbstständige Gemeinde zur Samtgemeinde Osteniederung. Am 1. März 1974 wurde Byhusen nach Farven eingemeindet.

### Bevölkerungsentwicklung
| Zeitpunkt | Einwohner |
| --------- | --------- |
| 1925      | 217       |
| 1933      | 222       |
| 1939      | 223       |

## Kultur und Sehenswürdigkeiten

### Baudenkmale
- Wohn- und Wirtschaftsgebäude Feldstraße 3 von 1906 in Fachwerk

### Sehenswürdigkeiten
- Großsteingrab Byhusen
- Glockenturm mit Glocke „Anna“ von 1492

## Infrastruktur

### Verkehr
Byhusen ist an das überörtliche Verkehrsnetz angeschlossen. Durch das Ortsgebiet verlaufen die Kreisstraßen 127 und 108.

### Kirche
Byhusen ist evangelisch-lutherisch geprägt und gehört zum Kirchspiel der St.-Lamberti-Kirche in Selsingen.

### Vereine
- TSV Byhusen von 1950: Bietet Turnen, Fußball und Tischtennis an[5]
- Freiwillige Feuerwehr Byhusen von 1921: Einsatzfahrzeug ist ein Tragkraftspritzenfahrzeug[6]